# Bramble Haven
Bramble Haven  ist ein unbewohntes  Atoll im Louisiade-Archipel. Politisch gehören die Inseln des Atolls zur Provinz Milne Bay im südöstlichen Teil Papua-Neuguineas. 
Bramble Haven ist der östlichste Teil einer umfangreichen Kette von Atollen, Riffen und Inseln, die sich von der westlichen Seite das Barriereriffs von Vanatinai über 400 km nach Westen, bis zur Südküste der Papua-Halbinsel erstrecken.
Das Atoll wurde nach dem Schoner Bramble benannt, mit dem Charles B. Yule an einer Forschungsreise von Owen Stanley teilnahm und am 5. August 1846 in das von den Riffen gebildete Hafenbecken
einfuhr.
Bramble Haven  liegt 5 km östlich von Long Reef und 9 km westlich, durch die Jomard Passage (englisch: Jomard Channel) getrennt, der äußeren Riffe des Barriereriffs der Insel Vanatinai. Zwischen Bramble Haven und Vanatinai befindet sich die kleine Inselgruppe der Jomard-Inseln.
Bramble Haven ist eine kleine, 17 km breite 11 km lange, atollähnliche Formation. Die fünf wichtigsten Riffe sind rund um eine rechteckige, zentrale Lagune angeordnet. Die Riffe sind in der Regel breit und liegen weitgehend unter Wasser oder sind zeitweilig überflutet. 
Die Riffe im nördlichen Teil von Bramble Haven bilden fünf kleinen Inseln, die auch als Duperré-Inseln bezeichnet werden: Punawan (51 ha), die kleine Duperre-Insel, Siva, Panapwa und Awanagamwana. 
Auf den Inseln wird Misima Paneati gesprochen. Die Sprache gehört zur Ostmalaysisch-Polynesischen Sprachengruppe.
Bramble Haven steht seit 2006 in der Kategorie „Gemischte Objekte“, die sowohl Kriterien des Kultur- als auch des Naturerbes vereint, zusammen mit der den Conflict-Inseln, den Jomard-Inseln sowie Samarai und der Lunn-Insel unter der Bezeichnung: Milne Bay Seascape (Pacific Jewels of Marine Biodiversity) auf der Tentativliste Papua-Neuguineas für die Liste des Welterbes der UNESCO.